# Agrupació Congrés
L'Agrupació Congrés és una entitat del districte de Sant Andreu de Barcelona focalitzada en tres seccions que impulsen el teatre, la dansa i el tennis taula. L'Agrupació Congrés va néixer l'any 1956 amb el nom d'Asociación de Familias San Pío X al local del patronat del barri, que llavors era nou i s'anomenava Viviendas del Congreso. En l'origen, la finalitat de l'entitat era fomentar la relació entre els habitants d'aquell barri de nova creació i la seva integració en la ciutat.
De les tres seccions, La Trapa és la secció més antiga, dedicada al teatre, i s'organitza en diversos grups, segons l'edat. Cada temporada representa dues o tres obres, però és en els Pastorets és on participen tots els grups. Cada any pels volts de Nadal el grup teatral La Trapa escenifica els Pastorets a l'espai de l'Agrupacio Congrés del districte de Sant Andreu. L'obra representada és Els pastorets i l'estrella de Nadal, i s'hi programa des de l'any 1999.
L'Esbart Joventut Nostra fou fundat l'any 1960. i és una de les seccions que integren l'Agrupació Congrés de Barcelona. Està format per quatre seccions: l'escola de dansa, amb nens i nenes d'entre 3 a 7 anys, el grup infantil - juvenil d'entre 8 a 16 anys, el cos de dansa a partir dels 17 anys, i el grup senior a partir dels 35 anys. El tipus de ball que representem engloba els anomenats Països Catalans. Disposan d'un ampli repertori, que inclou danses totalment populars, ja que l'objectiu de l'Esbart ha estat i és, mantenir vives les tradicions de la dansa catalana, així com coreografies dels creadors més coneguts, a més d'altres de creació pròpia del coreògrafs del nostre Esbart.
El tennis taula, es va iniciar al voltant de 1958 al local de “l’Associació de famílies San Pio X “.
L’activitat del tennis taula era una de moltes que se’n feien a l'entitat (sessions de cinema, coral, bàsquet, escacs, teatre, dansa catalana i excursionisme), però per motius econòmics es va haver de tancar. Així doncs entre el 1968 i el 1972 es va continuar el tennis taula a l’antiga església del barri del congrés.
Sobre 1972 es va poder reobrir l'entitat amb el nom de “Agrupación de Coros i danzas Viviendas del Congreso” que, posteriorment, es reanomena com a “Agrupació Congres”, dins la qual s'incorpora la secció de tennis taula que, poc a poc, va anar creixent en equips i jugadors.
Cap a 1990 s'incorpora dins el tennis taula la secció de veterans que han aportat un bon record, tant humà com competitiu al nostre club.
Actualment, es tenen equips a las lligas, Nacional, Provincial i Veterans.